# Alan Grizot
Alan Grizot, dit Alan, né le 19 mars 1945, est un collectionneur et marchand d’art. Il est le pionnier et le redécouvreur  des maîtres du design français de l’après-guerre, Serge Mouille, Jean Prouvé, Jean Royère, Alexandre Noll, Georges Jouve, Pierre Guariche, Roger Capron, Charlotte Perriand, Mathieu Matégot, Jacques Adnet, Jean Lurçat, Philolaos Tloupas, Louis Durot, Elisabeth Joulia, Michel Buffet.

## Biographie

### Enfance et jeunesse
Alan est né le 19 mars 1945 à Thieblemont (Marne). Son père Henri Grizot issu d’une importante famille de commerçants de la Seine-et-Oise s’éloigne de ce milieu, existentialiste et poète, il publie notamment Prairie. Sa mère Suzanne née à Saint-Denis de la Réunion est la fille d’Eugène Massinot conservateur du musée Léon-Dierx. Peu après leur mariage, ses parents s’installent dans la presqu’île du Médoc, à Saint-Vivien. En 1954, Las de leur vie de bohème, ils décident de s’établir à Bordeaux. La même année, naissance de son frère Cyril qui deviendra un marchand d’art décoratif réputé. Alan, les onze premières années de sa vie, reçoit l’instruction d’une préceptrice. Puis à Bordeaux il fréquente épisodiquement différents lycées publics et privés, le lycée du Grand Parc à Nice, il est pensionnaire durant six ans chez les Coqs Rouges à La Brède, pour finir chez Madame Arfel, repère de tous les cancres de la société bordelaise. Il se marie avec Élisabeth Vincendeau, avec qui il s’installe à Beaumont-sur-Oise dans l’affaire familiale, puis à Paris où ils se séparent. ils auront un fils Anthony, artiste.

### La mode

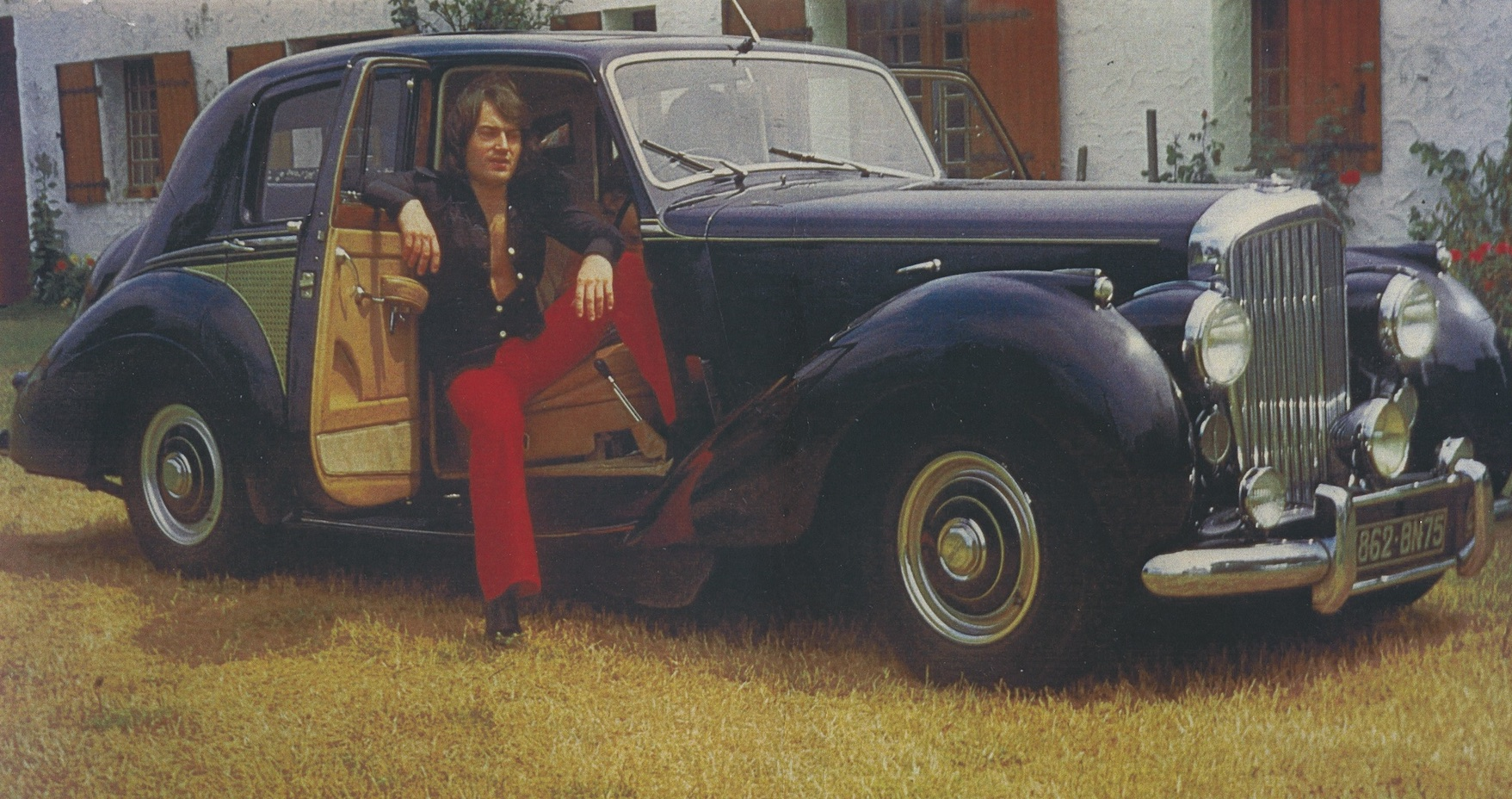
1972. Alan, période Mister Love.

Début des années 1970, Alan crée Mister Love, inspiré par une boutique Pop Art à Londres, Mister Freedom (tee shirts pop avec application en satin et symboliques Pop Art : ice cream, lèvres, œufs sur le plat, strass). Mister Love pour un temps révolutionne la mode. Les boutiques d'avant garde de la capitale, Saint-tropez, Ibiza et New York « s’arrachent » les tee-shirts militaires. Alan est alors une figure de Saint-Germain-des-Prés, et dans sa boutique Novaro Natchez, rue des Canettes, il présente des chemises en satin avec dans le dos les portraits de stars d’Hollywood des années 1950. Suit une reconnaissance de la presse spécialisée internationale : « Ces hommes qui vous habillent » titre Mademoiselle Ambre. Veruschka célèbre mannequin vedette des années 1960 porte ses modèles pour GunPress qui les diffuse dans 28 pays. Alan, néanmoins, s’éloigne de l’univers de la mode, pour assouvir une autre passion.

### Le redécouvreur des arts décoratifs des années 1950

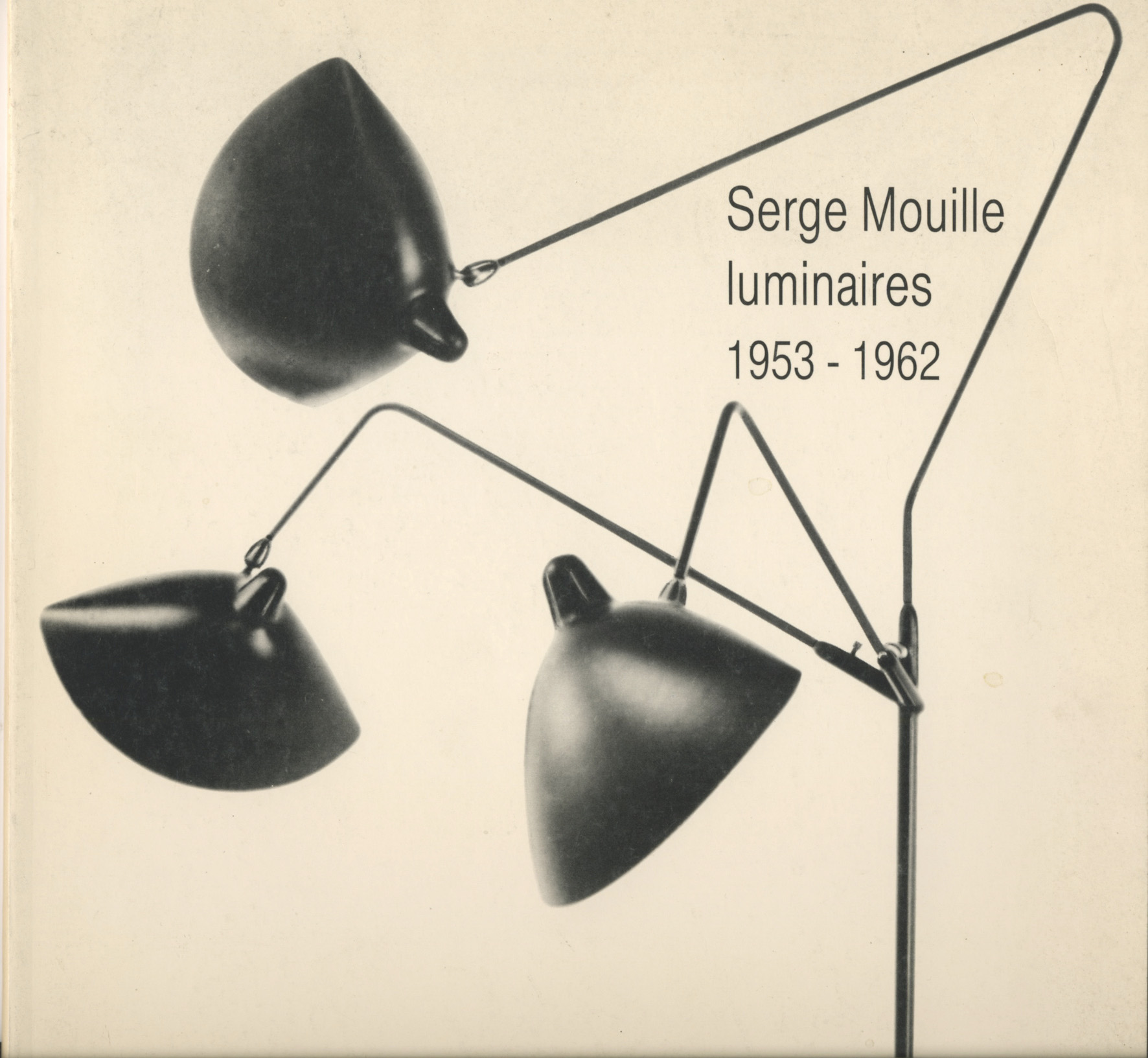
Catalogue "Serge Mouille luminaires 1953-1962".

Son attrait pour l’art contemporain et singulièrement les arts décoratifs, guide à présent son regard. Au milieu des années 1970, les grands créateurs de l’après guerre demeurent oubliés et dévalorisés. Alan devient leur premier promoteur. 
1975, Alan propose des vases de Gallé sur le trottoir rue Jules Vallès, à Saint-Ouen. Son œil évolue et il commence à s’intéresser aux années 1930 puis aux années 1950.
En 1978, il ouvre au Marché Serpette le premier espace consacré au design de l’après guerre et présente pour la première fois des œuvres de Jean Prouvé, Serge Mouille, Jean Royère, Georges Jouve, etc. Commence alors la vraie histoire du cinquante.  
Au tournant des années 1980, Christine Counord, une amie de jeunesse, devient sa compagne, ils auront ensemble deux fils, Johnny et Jim. Christine excelle dans la recherche des œuvres dans la presse spécialisée et les administrations publiques. En 1982, Christine et Alan ouvrent leur première galerie rue de Lille à Paris et commencent à imposer les Maîtres français des années 1950. Des articles leur sont consacrés, notamment dans Maison Française. 
En 1983 Alan organise la première exposition de Serge Mouille, Serge Mouille luminaires 1953-1962. Jean Prouvé préface le catalogue de l’exposition. Il organise dans sa galerie un concert de son ami le rocker Vince Taylor, dont la plastique le fascine.  
Alan tourne son regard vers la peinture, et en 1984, organise l'exposition, Cabines chromatiques 1960 de Claude Bellegarde. 
Préparation de l’exposition avec Antony Delorenzo à New York, Jean Prouvé - Serge Mouille deux maîtres du métal, qui se tient du 10 mai au 7 juin 1985 à la Wooster Gallery. Édition d’un catalogue à cette occasion : Jean Prouvé - Serge Mouille deux maîtres du métal. Naît une grande amitié entre Alan et Delorenzo qui se concrétise par une collaboration de plus de 10 ans.
En mars 1986, ouverture de la nouvelle Galerie 1950 Alan au 26 - 28 rue Mazarine. Exposition France 1950. 20 pièces majeures, Renaissance d’une décennie.
Durant l’année 1987, la Galerie 1950 Alan présente ses grands classiques. La presse est très importante :  Paris Match, la Maison de Marie Claire, « Alan se mouille dans le cinquante » titre Marie Kalt dans Maison Française. 
En 1988, exposition des œuvres d’Alexandre Noll. Édition d’un ouvrage consacré à l’artiste en 500 exemplaires numérotés. 
Le musée Beaubourg organise l'exposition Les années cinquante, mise en scène par Jean Nouvel. Devant le peu de respect de la présentation accordée aux œuvres, Alan refuse de prêter ses œuvres, nombre d’artistes exposés (Mouille, Motte, Pierre Guariche, Odile Noll, Line Vautrin, Michel Buffet, les architectes Zehrfuss et Camelot, Françoise Adnet) sont ulcérés et scandalisés,. Suit un procès qui donne un non lieu et laisse les artistes dans une profonde amertume.
En avril 1989, Christine Counord et Alan demandent à Pierre Staudenmeyer d’organiser la mise en scène du mobilier d’Henri Salvador créé par le décorateur Jean Royère. Celle-ci est réalisée par Elisabeth Garouste et Mattia Bonetti, dans une exposition intitulée, Intérieur d’un musicien.
En mars 1990, exposition La réaction figurative. Alan et Christine Counord réhabilitent ce grand mouvement de la peinture d’après guerre dont Francis Gruber et Bernard Buffet sont les chefs de file. Édition à cette occasion d’un ouvrage : La réaction figurative. En décembre, exposition Tel que nous les avons connus,, photographies de Pierre Joly et Vera Cardot, trente années de portraits des plus grands noms de la scène artistique : Man Ray, Yves Klein, André Malraux, Le Corbusier, Marcel Duchamp, Jean Prouvé, Mark Tobey, Jean Messagier, etc.

### Le “Regard d’Alan”

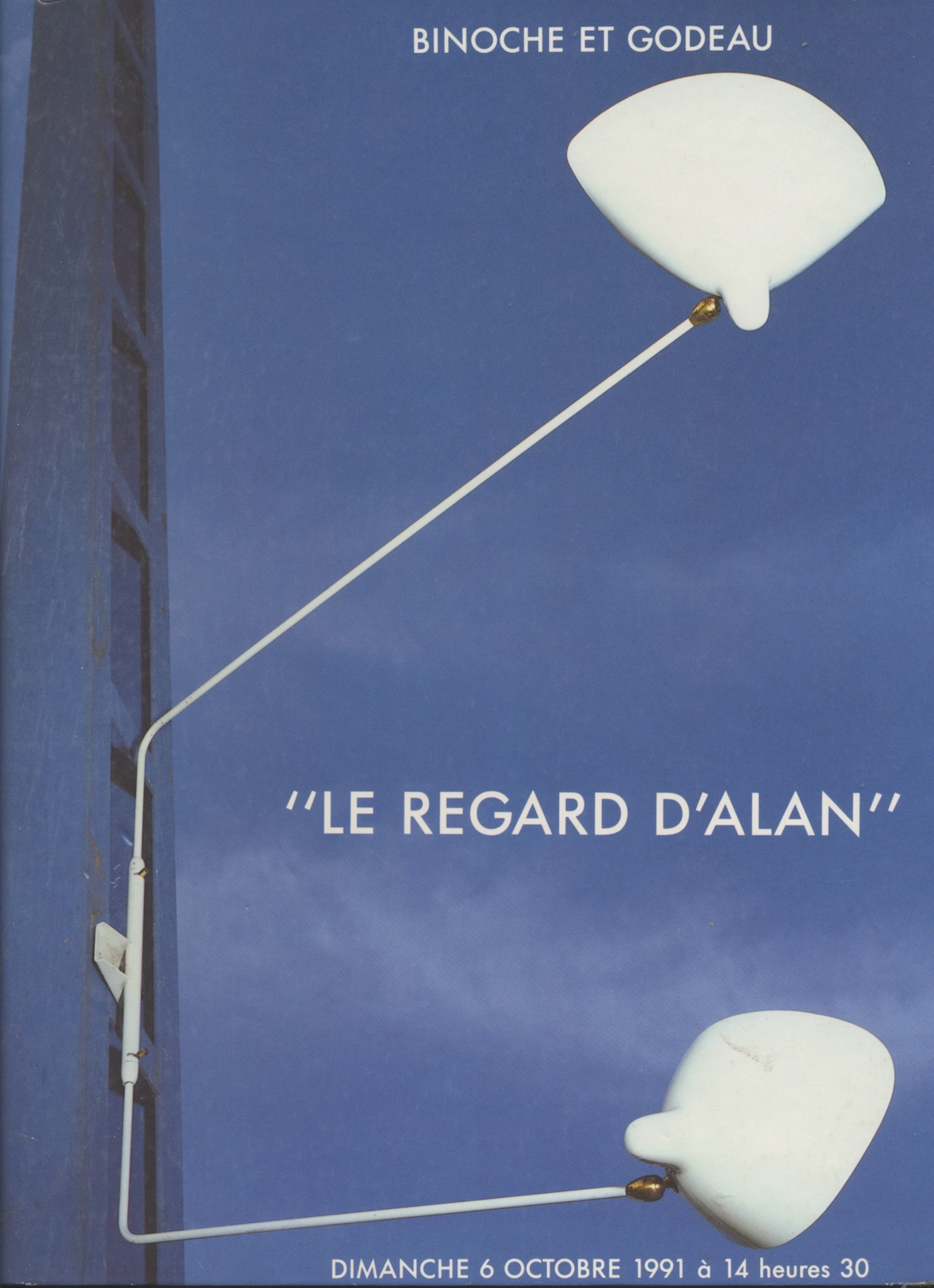
Publication de la vente "Le Regard d'Alan".

En 1991, la notoriété d’Alan est au zénith, lorsque le marché spéculatif s’effondre. Au pire moment de la crise, Alan, se met en tête de vendre sa collection. C’est Alain Weill, qu’Alan choisi comme expert. Malgré la conjoncture déplorable, la vente totalise plusieurs millions de francs. L’ensemble de la presse la consacre tel, Le Quotidien de Paris, Le Figaro, Libération, L'Express, etc.
Vogue prends comme décor l’appartement d’Alan pour photographier les mannequins habillés par Jean-Paul Gaultier.
Vente le 6 octobre, Le regard d’Alan à Drouot Montaigne. Maître Jean-Claude Binoche disperse la collection de Christine Counord et d’Alan : Jacques Adnet, Michel Buffet, Pierre Guariche, Elisabeth Joulia, Georges Jouve, Jean Lurçat, Mathieu Matégot, Serge Mouille, Alexandre Noll, Charlotte Perriand, Jean Prouvé, Jean Royère, etc.

### Période Transitoire
En 1993, Alan avec Gin la veuve de Serge Mouille, lancent la réédition de la collection des Formes noires accompagnée d’un catalogue, Le Regard d'Alan, éditions Serge Mouille Luminaires.
En 1994, ouverture d’une nouvelle galerie, rue de Lille, avec les éditions de Serge Mouille, des œuvres de Matégot et « les bérets vert » du peintre Paul Rebeyrolle. 
En 1995, exposition Les seins continents, avec la participation de Maurice Renoma. Édition d’un catalogue à cette occasion, Les seins continents. À partir de cette année, Alan constitue une importante collection de Vases de Capron. Christine Counord et Alan se séparent. Les années suivantes il partage sa vie entre Paris et la Côte d'Azur et prépare avec Emmanuel Legrand, futur expert notoire, la première vente Archéologie du XXe siècle.

### Les Ventes publiquesArchéologie duXXesiècle
Alan invente et dépose le terme Archéologie du XXe siècle. Il est sollicité par les commissaires priseurs Maître Cheval puis Arnaud Cornette de Saint Cyr, pour monter des ventes de design.
Vente le 29 juin 1999,187 jours avant l’an 2000, mise en boîte par Alan chez maître Cheval. Catalogue de vente conditionné dans un container « canette ». Vente le 11 décembre : Cornette de Saint Cyr - Alan, Archéologie du XXe siècle. Catalogue de vente : Cornette de Saint Cyr - Alan, Archéologie du XXe siècle.
Le 12 mars 2000, vente Cornette de Saint Cyr - Alan, Archéologie du XXe siècle. Catalogue de vente :  Cornette de Saint Cyr - Alan, Archéologie du XXe siècle. Exposition vente le 4 juillet Le regard d’Alan en 2000. Catalogue de vente Le regard d’Alan en 2000.
Exposition vente le 6 juin 2003,  Massol - Philippe Lartigue - Alan, Archéologie du XXe siècle. Catalogue de vente : Alan, Archéologie du XXe siècle.

### Come in my Loft
En 2001, un ami lui propose un garage de 400 mètres carrés à Saint-Ouen. Alan, le transforme en une vaste habitation contemporaine qui sera le lieu d’un concept original : « ici tout est à vendre ». Cet endroit s’appellera « Come in my loft ». Zevs, Space Invader et André taguent la façade du Loft. Micky Finn, rocker mythique (Jimmy Page, Murray Head, Higelin, Nino Ferrer) joue régulièrement. La presse relaie le concept par une succession d’articles : Libération, le Journal du Dimanche, Nova Magazine, etc.
En 2004 Alan rencontre Marie-Ange Lecorre, qui fut le modèle du peintre Gérard Schlosser.
Pendant cette période Alan organise plusieurs événements. En 2005, avec Roxane Rodriguez, l’exposition Polyuréthannes : Louis Durot, rue de Seine. Édition du livre objet Polyuréthannes : Louis Durot. Avec Eric Touchaleaume en 2007, l’exposition Chen Ying-Teh : la Chine bleue. Édition d’un catalogue. En 2009 vente publique Les années magiques, autour d’iris Clert et Pierre Restany, en collaboration avec la maison de vente Pierre Bergé, publication d’un catalogue, à la manière d’un polar.
En 2011, il laisse momentanément le loft à ses fils : Jim, alias Jim Enez, Djay de Latin House, Reggaeton et Johnny collectionneur et marchand de « Street Art »(en particulier Rammellzee, Dondi White). Puis, éprouvé par une série d'infarctus, le cède à un marchand.

### Alan le come back
Alan se retire à Bordeaux avec Marie-Ange. En  2015, Le Monde titre : « Ces précurseurs qui ont fait flamber le design des fifties… il y eut d’abord le marchand Alan Grizot personnage tonitruant aujourd’hui disparu des radars ». En réaction à cet article, Alan publie sa biographie en  2017, Alan, celui par qui le 50 arrive. Laurence Mouillefarine lui consacre un article honorifique dans La Gazette Drouot du 29 juin 2018, suit un portrait, décidé par Catherine Scotto, pour Elle Décoration de décembre 2018. Le 6 juin 2019, Alan signe son livre objet sur Serge Mouille à la galerie Jacques Lacoste à Paris.

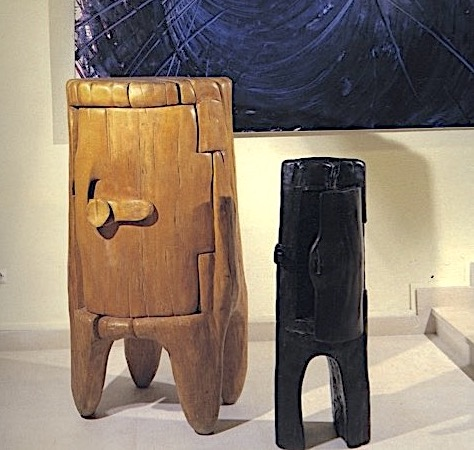
Exposition Alexandre Noll. Galerie 1950 Alan, 1988.
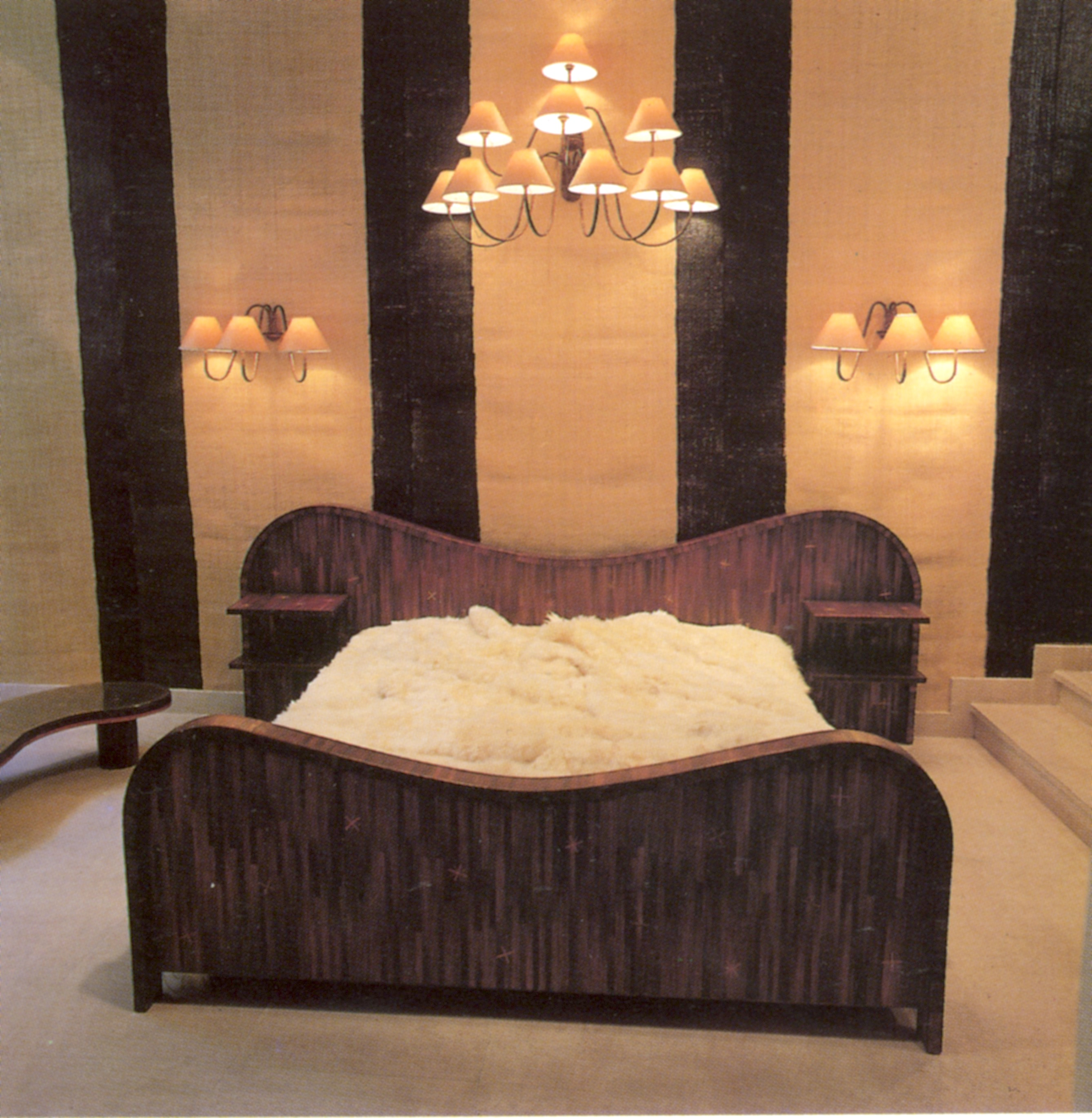
"Intérieur d’un musicien", Galerie 1950 Alan,1988. Mobilier d'Henry Salvador créé par Jean Royère, mise en scène d'Elisabeth Garouste et Mattia Bonnetti.
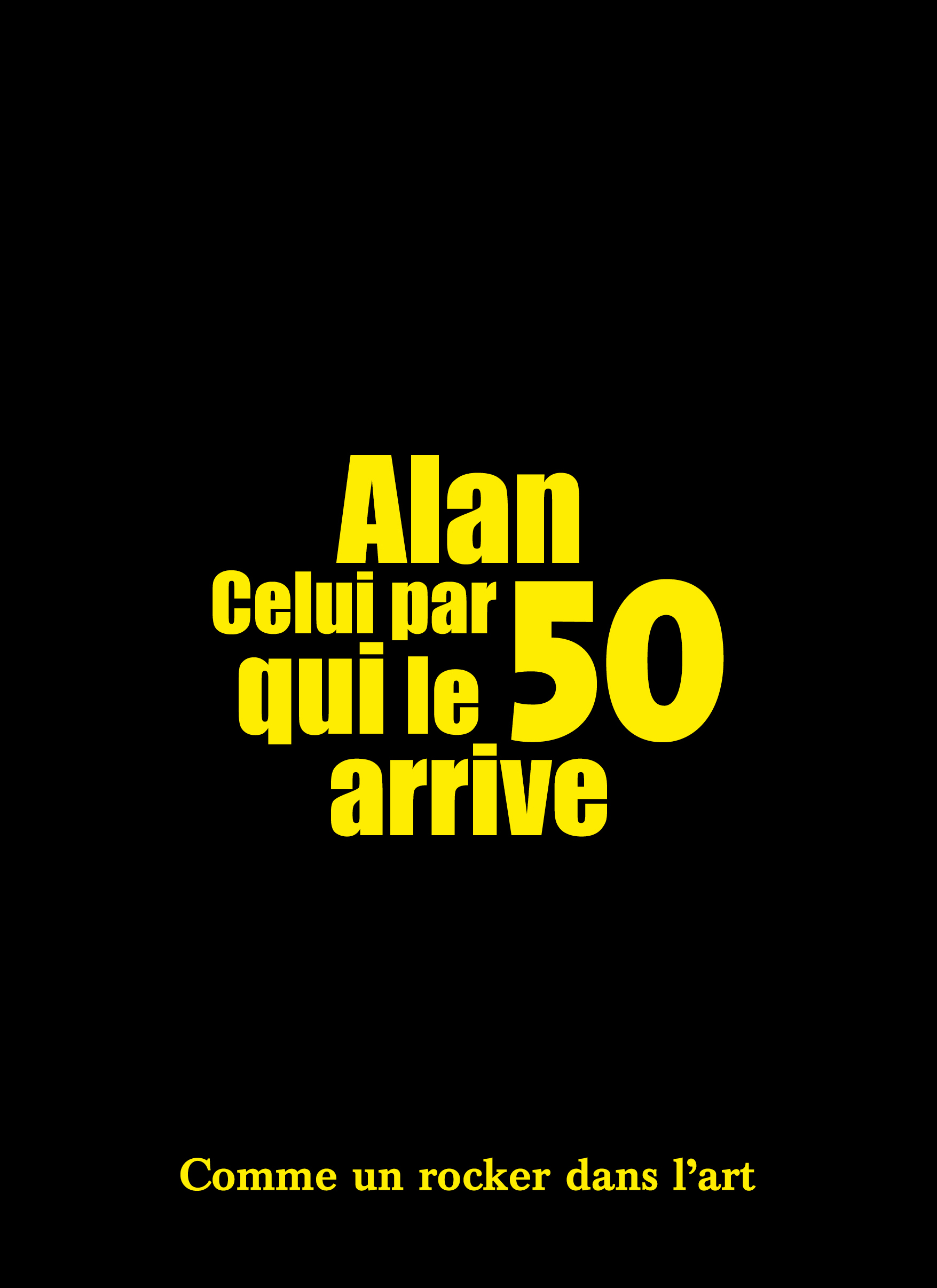
Biographie, "Alan, celui par qui le 50 arrive", 2017.

### Télévision
Ça va taper « Come in my loft », FUN TV 25 octobre 2001 - MAPS, Paris Première 31 octobre 2001 - Dealers of post war design octobre 2001, Production Boplastic - Première Clap Loupéen, Pétal Production 2004 - Lampes noires de Serge Mouille. Réalisatrice : Danielle Schirman, producteurs : ARTE France, Steamboat films.

### Publications
- 1983 Serge Mouille, Luminaires 1953 - 1962.
- 1983 Claude Bellegarde, Cabines chromatiques 1960.
- 1985 Jean Prouvé / Serge Mouille Deux maîtres du métal.
- 1987 Alexandre Noll.
- 1987 20 Pièces majeures.
- 1987 Duvillier.
- 1989 La réaction  figurative.
- 1990 Véra Cardot / Pierre Joly, Tels que nous les avons connus.
- 1991 Le regard d’Alan.
- 1992 Serge Mouille Luminaires.
- 1995 Les seins continents.
- 2005 Louis Durot : Polyuréthanne avec Roxane Rodriguez.
- 2007 Chen Ying-Teh  La Chine bleue avec Éric Touchaleaume.
- 2009 Les années magiques 1954-1978 autour d’iris Clert et Pierre Restany avec la maison de vente Pierre Bergé.
- 2017 Alan celui par qui le 50 arrive.
- 2019 Serge Mouille livre objet.